# Фейбър (езеро)
Езерото Фейбър (на английски: Faber Lake) е 21-вото по големина езеро в Северозападните територии на Канада. Площта му, заедно с островите в него е 439 км2, която му отрежда 113-о място сред езерата на Канада. Площта само на водното огледало без островите е 416 км2. Надморската височина на водата е 213 м.
Езерото се намира в централната част на Северозападните територии на Канада, точно по средата между Голямото мече езеро на северозапад и Голямото Робско езеро на югоизток и на 40 км североизточно от езерото Ла Мартър. Дължината му от запад на изток е 25 км, а максималната му ширина – 23 км.
Фейбър има силно разчленена брегова линия, с множество заливи, полуострови, протоци и острови с площ от 23 км2.
През езерото от юг на север протича река Камсъл, която след като премине през още няколко езера се влива в югоизточния ъгъл на залива Мактавиш Арм на Голямото мече езеро.
По бреговете на езерото няма постоянни селища, но през краткия летен сезон се посещава от стотици ловци и риболовци.